# Aureus

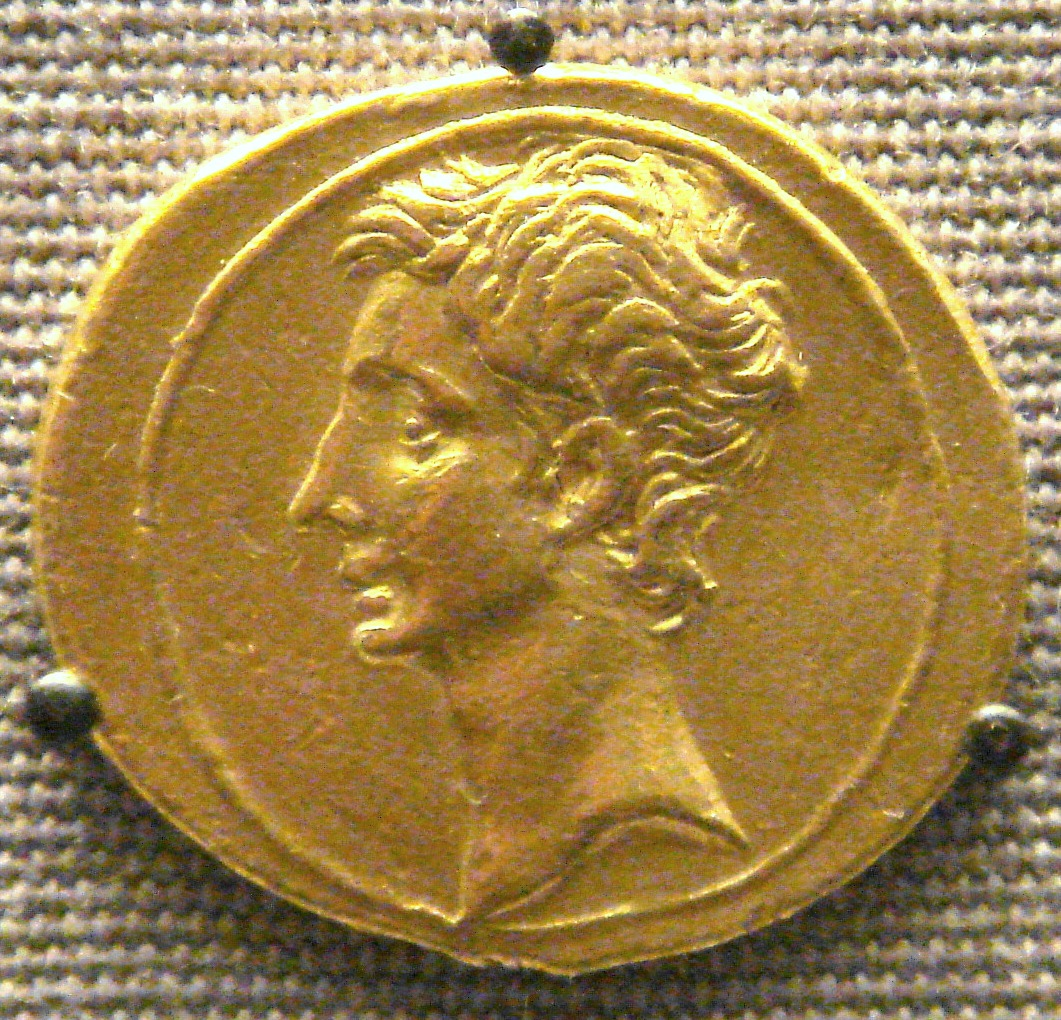
Aureus bătut sub Augustus (circa anul 30 î.Hr.), avers: cap nelaureat, spre stânga

Aureus (în latină aureus, aurei) sau denarul de aur este o monedă romană de aur valorând 25 denari de argint, adică 100 de sesterți. Emiterea acestei monede a devenit regulată începând cu Iulius Caesar / Iuliu Cezar (secolul I î.Hr.) și se continuă sub Imperiul Roman, până la înlocuirea sa cu solidus. Aureusul avea cam aceeași mărime cu denarul, dar era mai greu decât această monedă, întrucât densitatea aurului este mai mare decât cea a argintului.

## Etimologie
Termenul aureus provine din sintagma latină nummus aureus,„monedă de aur”, „ban de aur”, prin schimbarea categoriei morfologice a adjectivului aureus, în substantiv.

## Istorie
Înainte ca puterea la Roma să fi fost luată de Iulius Caesar, aureul fusese bătut foarte sporadic, de obicei în scopul plăților importante, pornind de la prăzile de război (aurul era transformat în monede, pentru asigurarea cheltuielilor). Prima emisiune de aurei pare să fie de prin anul 217 î.Hr.
Caesar face baterea monedei mai regulată și impune o greutate standard, care echivala cu 1/40 dintr-o livră, adică circa 8,16 grame. Această monedă, realizată din aur pur fără aliaj, este denumită nummus aureus.
Augustus își rezervă, prin urmare, baterea varietăților prețioase, dintre care aureul, care cântărea 1/42 dintr-o livră de aur, adică 7,79 g și valora 25 de denari.
Cu toate acestea, succesorii lui Augustus au recurs la o formă de inflație, care consta în diminuarea fie a greutății monedelor, fie a titlului lor (procentajul în aur), sau uneori cumulând cele două practici.
Astfel, masa monedei aureus se va diminua la 1/45 din livră, adică la 7,39 grame, în timpul lui Nero, denarul va cântări atunci 3,38 grame (de argint).
După domnia lui Marc Aureliu, moneda aureus cântărește vreo 7,3 grame, producția de aurei va scădea astfel că greutatea monedei va ajunge la circa 1/50 dintr-o livră, adică 6,54 grame sub domnia lui Caracalla, din Dinastia Severilor. Sub domnia lui Alexandru Sever (222 - 235), ultimul împărat din dinastia Severilor, moneda aureus va cântări până la 5,83 grame.
În secolul al III-lea, monedele de aur sunt introduse sub diferite greutăți, ceea ce face dificilă determinarea exactă a piesei de aur, standard în epocă.
Aurelian suprimă, în 274 prerogativele senatoriale în materie de emitere a monedelor de bronz și vrea să restaureze sistemul lui Caracalla. Emite un aureus de 6,45 grame și creează un antoninianus sau aurelianus, de 3,80 grame.
Sub domnia lui Diocletian, moneda aureus cântărește cam 1/60 dintr-o livră romană..
Constantin cel Mare introduce moneda cunoscută sub numele de solidus, în anul 309 (sau în 311) având greutatea de 1/72 dintr-o livră romană, pentru a înlocui moneda aureus ca unitate monetară standard în aur, a Imperiului Roman. Aureul atinsese o greutate similară cu cea a succesorului său, solidus. Moneda solidus are diametrul mai mare și este mai puțin groasă decât moneda aureus, care se asemăna, în fabricarea ei cu denarul de argint.
Începând de la această dată, moneda aureus nu va mai fi emisă decât pentru ocazii deosebite și în foarte mici cantități.

## Greutatea
Greutatea unui aureus a variat în timp:
- 6,80g, în secolul I î.Hr.
- 10,9g
- 7,96g, în vremea lui Augustus
- 5,46g, în vremea lui Dioclețian (295)
- sub 6g de la Constantin cel Mare, când va fi înlocuit cu solidus.

Moneda aureus a avut și submultipli:
- aureus quinarius,
- semis (=1/2, de la Caesar),
- triens (=1/3, în Imperiu[9], de la Alexandru Sever)

## Aurei

### Republica Romană

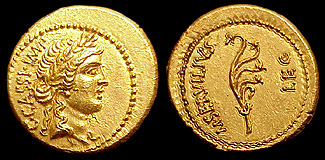
Aureus bătut în anul 42 î.Hr., sub senatorul Gaius Cassius Longinus, 8,04 grame, monetăria Sardis (?); Avers: C[aius]. CASSI[us] IMP, cap laureat spre dreapta, Libertas / revers: stânga M SERVILIVS, dreapta LEG, central, aplustre, fiecare ramură se termină cu o floare.

### Imperiul Roman

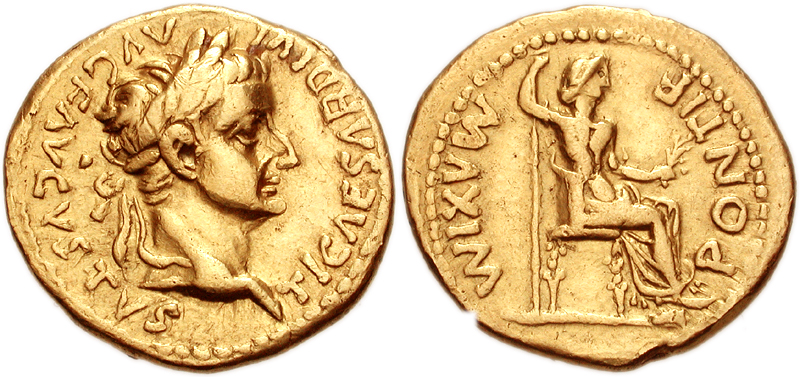
Aureus bătut sub Tiberius, la Lugdunum (Lyon), prin anii 36-37. Avers: cap laureat spre dreapta / revers: PONTIF[ex] MAXIM[us], Livia (ca și Pax[10]) așezată spre dreapta pe scaun, ține în mâini un sceptru și o ramură de măslin; picioarele pe un taburet; o singură linie mai jos, sub scaun; picioarele ornate.
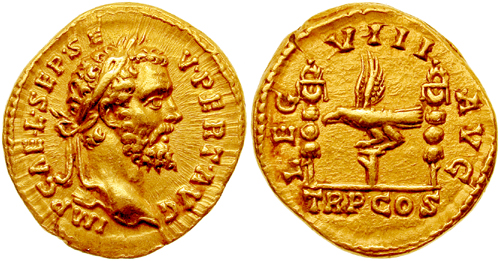
Aureus bătut în 193, la Colonia Augusta Trevorum (Trier), sub Septimius Severus, pentru a celebra Legiunea a VIII-a „Augusta”; avers: cap laureat, spre dreapta
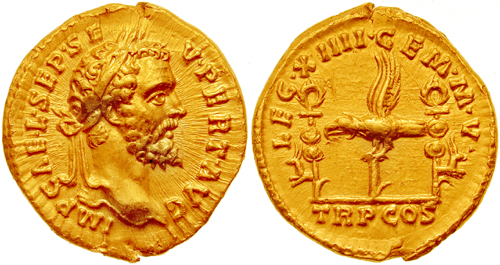
Aureus bătut sub Septimius Severus, în anul 193, la Colonia Augusta Trevorum (Trier) pentru a celebra Legiunea a XIV-a „Gemina Martia Victrix”, care l-a proclamat împărat; avers: cap laureat, spre dreapta
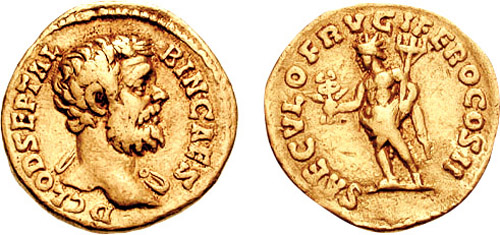
Aureus emis în 194, sub Clodius Albinus[11] (193-195), 7,22 grame, monetăria de la Roma; avers, Clodius Albinus ca Caesar, bust cu capul gol, spre dreapta, draperie ușoară pe umărul stâng, D CLOD SEPT AL-BIN CAES; revers, SAECVLO FRVGIFERO COS II
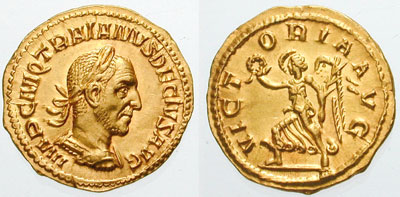
Aureus emis sub Decius[12] Avers: cap laureat spre dreapta și armură, IMP C M Q TRAIANVS DECIVS AVG, revers: VICTORIA AVGG, zeița Victoria, mergând pe jos spre stânga, ține o cunună în mâna dreaptă, iar în cea stângă o ramura de palmier. (4,31 grame)

### Greutatea teoretică a monedeiaureusde la Caesar până la reforma lui Nero din anii 63-64
| Greutatea teoretică a monedei aureus de la Iulius Caesar până la reforma lui Nero din anii 63 - 64 | Greutatea teoretică a monedei aureus de la Iulius Caesar până la reforma lui Nero din anii 63 - 64 | Greutatea teoretică a monedei aureus de la Iulius Caesar până la reforma lui Nero din anii 63 - 64 | Greutatea teoretică a monedei aureus de la Iulius Caesar până la reforma lui Nero din anii 63 - 64 | Greutatea teoretică a monedei aureus de la Iulius Caesar până la reforma lui Nero din anii 63 - 64 | Greutatea teoretică a monedei aureus de la Iulius Caesar până la reforma lui Nero din anii 63 - 64 | Greutatea teoretică a monedei aureus de la Iulius Caesar până la reforma lui Nero din anii 63 - 64 | Greutatea teoretică a monedei aureus de la Iulius Caesar până la reforma lui Nero din anii 63 - 64 | Greutatea teoretică a monedei aureus de la Iulius Caesar până la reforma lui Nero din anii 63 - 64 |
| Aureus                                                                                             | Iulius Caesar                                                                                      | Augustus                                                                                           | Augustus (după 2 î.Hr.)                                                                            | Tiberius                                                                                           | Caligula                                                                                           | Claudius                                                                                           | Nero (înainte de 64)                                                                               | Nero (după 64)                                                                                     |
| -------------------------------------------------------------------------------------------------- | -------------------------------------------------------------------------------------------------- | -------------------------------------------------------------------------------------------------- | -------------------------------------------------------------------------------------------------- | -------------------------------------------------------------------------------------------------- | -------------------------------------------------------------------------------------------------- | -------------------------------------------------------------------------------------------------- | -------------------------------------------------------------------------------------------------- | -------------------------------------------------------------------------------------------------- |
| Greutate teoretică: în livre (=327,168 grame)                                                      | 1/40                                                                                               | 1/41                                                                                               | 1/42                                                                                               | 1/42                                                                                               | 1/42                                                                                               | 1/42                                                                                               | 1/43                                                                                               | 1/45                                                                                               |
| Greutate teoretică: în grame                                                                       | 8,179 grame                                                                                        | 7,980 grame                                                                                        | 7,790 grame                                                                                        | 7,790 grame                                                                                        | 7,790 grame                                                                                        | 7,790 grame                                                                                        | 7,609 grame                                                                                        | 7,270 grame                                                                                        |

### Echivalențe între monede romane
|                       | Aureus | Quinarius Aureus | Denarius | Quinarius | Sestertius | Dupondius | As  | Semis | Quadrans |
| --------------------- | ------ | ---------------- | -------- | --------- | ---------- | --------- | --- | ----- | -------- |
| Aureus                | 1      | 2                | 25       | 50        | 100        | 200       | 400 | 800   | 1600     |
| Quinarius Aureus      | 1/2    | 1                | 12 1/2   | 25        | 50         | 100       | 200 | 400   | 800      |
| Denarius              | 1/25   | 2/25             | 1        | 2         | 4          | 8         | 16  | 32    | 64       |
| Quinarius (Argenteus) | 1/50   | 1/25             | 1/2      | 1         | 2          | 4         | 8   | 16    | 32       |
| Sestertius            | 1/100  | 1/50             | 1/4      | 1/2       | 1          | 2         | 4   | 8     | 16       |
| Dupondius             | 1/200  | 1/100            | 1/8      | 1/4       | 1/2        | 1         | 2   | 4     | 8        |
| As                    | 1/400  | 1/200            | 1/16     | 1/8       | 1/4        | 1/2       | 1   | 2     | 4        |
| Semis                 | 1/800  | 1/400            | 1/32     | 1/16      | 1/8        | 1/4       | 1/2 | 1     | 2        |
| Quadrans              | 1/1600 | 1/800            | 1/64     | 1/32      | 1/16       | 1/8       | 1/4 | 1/2   | 1        |

## În contemporaneitate
Termenul aureus este la originea cuvântului danez øre, care desemnează subdiviziunile monetare ale coroanelor daneză, feroeză, norvegiană și suedeză.